# High Finance
High Finance è un film muto del 1917 diretto da Otis Turner. Il soggetto è tratto da una storia di Larry Evans. Prodotto e distribuito dalla Fox Film Corporation di William Fox,  il film aveva come interpreti George Walsh, Doris Pawn, Willard Louis, Charles Clary, Herschel Mayall, Rosita Marstini.

## Trama
Poco considerato dal padre, un agente di cambio milionario, il giovane Preston Platt si mette in testa di dimostrare al padre che fare soldi non è poi una cosa così difficile. Cambiato il suo nome in quello di William Black, si fa assumere come cameriere personale di Ethelbert Vanderpool. Insieme al suo padrone, si reca nell'Ovest per ispezionare una miniera di cui  Vanderpool è proprietario. Preston viene a sapere che la famosa miniera è una specie di barzelletta presso tutti gli investitori di Wall Street. Sa anche che il suo ex valletto, Pringle, ha qualche azione della miniera. A Preston viene l'idea di un raggiro per impressionare suo padre. Dice a Pringle di comprare dal vecchio Platt il pacchetto di azioni in suo possesso. Poi, durante la visita, provoca un'esplosione nella miniera che mette a nudo un ricco deposito di minerali. Platt padre e i suoi soci vanno subito in fibrillazione e ricomprano le azioni da Pringle che ci fa sopra un ottimo guadagno. Preston, allora, confessa al padre che si è trattato di un trucco. Platt senior, a questo punto, riconsidera il suo punto di vista precedente sulle qualità del figlio il quale, ora, dopo quella dimostrazione di finanza creativa, è rientrato nelle sue grazie.

## Produzione
Il film fu prodotto dalla Fox Film Corporation.

## Distribuzione
Il copyright del film, richiesto da William Fox, fu registrato il 25 marzo 1917 con il numero LP10447. La sceneggiatura acclusa al copyright riportava in origine il titolo Alias Black and White.

Distribuito negli Stati Uniti dalla Fox Film Corporation, il film uscì nelle sale cinematografiche il 26 marzo 1917.
Non si conoscono copie ancora esistenti della pellicola che viene considerata presumibilmente perduta.